# Савез комуниста — Покрет за Југославију
Савез комуниста — Покрет за Југославију (скраћено СК—ПЈ; мкд. Сојуз на комунисти — Движење за Југославија (СК—ДЈ); слч. Zveza komunistov — Gibanje za Jugoslavijo (ZK–GJ)) била је опозициона политичка партија у СФР Југославији и СР Југославији, односно Србији. Формирана 24. децембар 1990, од дотадашње Организације Савеза комуниста у ЈНА и била је партија комунистичке оријентације. Савез комуниста — Покрет за Југославију приликом свога оснивања постао је правни наследник Савеза комуниста Југославије.

## Политички програм
Политички програм Савеза комуниста — Покрета за Југославију био је сличан програму Савеза комуниста Југославије. Савез комуниста — Покрет за Југославију подржавао је социјалистички режим државне самоуправе из времена владавине Јосипа Броза Тита у СФР Југославији.

## Партијска структура истакнутих чланова
Партију су углавном сачињавала војна лица који су били чланови Организације СКЈ у ЈНА, а међу познатијим члановима су били генерали и адмирали: Вељко Кадијевић, Бранко Мамула, Никола Љубичић, Стеван Мирковић, као и Мира Марковић, супруга Слободана Милошевића и касније познати политичар Александар Вулин.

## Изборни резултат
На изборима за савезне посланике у Већу грађана Савезне скупштине СРЈ маја 1992. године, Савез комуниста — Покрет за Југославију освојио је 14.205 гласова, или 0,35% односно, два посланичка мандата. Савезни народни посланик из Србије био је Ратко Крсмановић, каснији високи функционер Југословенске левице, док је народни посланик из Црне Горе био Раде Лакушић.

## Деловање и престанак рада
Иако се залагала за југословенство и обнову Југославије, партија је активно политички деловала само на простору тзв. крње Југославије тј. на територији Србије и Црне Горе. Пре проглашења СР Југославије партија је имала своје мање делове и огранке у Словенији, Хрватској, Босни и Херцеговини и Македонији.
Савез комуниста — Покрет за Југославију, након почетка ратних збивања 1991. године и све док није престао са радом у јавности је водио политику међунационалне толеранције и уважавања. Партија се залагала за престанак ратних збивања на простору СФР Југославије, оштро је критиковала све врсте национализма који су били присутни у то време. Докле год  је службено постојала СФРЈ залагала се за њено очување и за поновно успостављање социјалистичког државног поретка и једнопартијске државе.
Након што је 1993. Милошевићев режим увидео опасност од војног пуча и преузимања власти од стране Савеза комуниста — Покрета за Југославију донесен је контроверзни закон којим се војсци, милицији и другим државним органима због наводне деполитизације забрањује партијско деловање. 
Године 1994. долази до тзв. партијског осипања у Савезу комуниста — Покрету за Југославију и настају унутарпартијске поделе, партија се поделила на две партијске фракције, на прву већу која је окупљала присталице режима Слободана Милошевића, коју је предводила његова супруга Мира Марковић.
Другу мању фракцију која је била противник режима Слободана Милошевића предвођена од активних и пензионисаних генерала, адмирала, официра и подофицира ЈНА и Војске Југославије од које је настао Савез комуниста Југославије у Србији на челу са генерал-пуковником ЈНА Стеваном Мирковићем. Такође су настале и друге мање левичарске партије од ове друге фракције. 
Већина чланова партије приклонила се првој већој фракцији коју су преводили Мира Марковић и Александар Вулин, исте те 1994. године ујединила се са коалицијом од 23 левичарске и комунистичке партије и тада је настала Југословенска левица.